# Congo (chimpanzé)
Pour les articles homonymes, voir Congo.

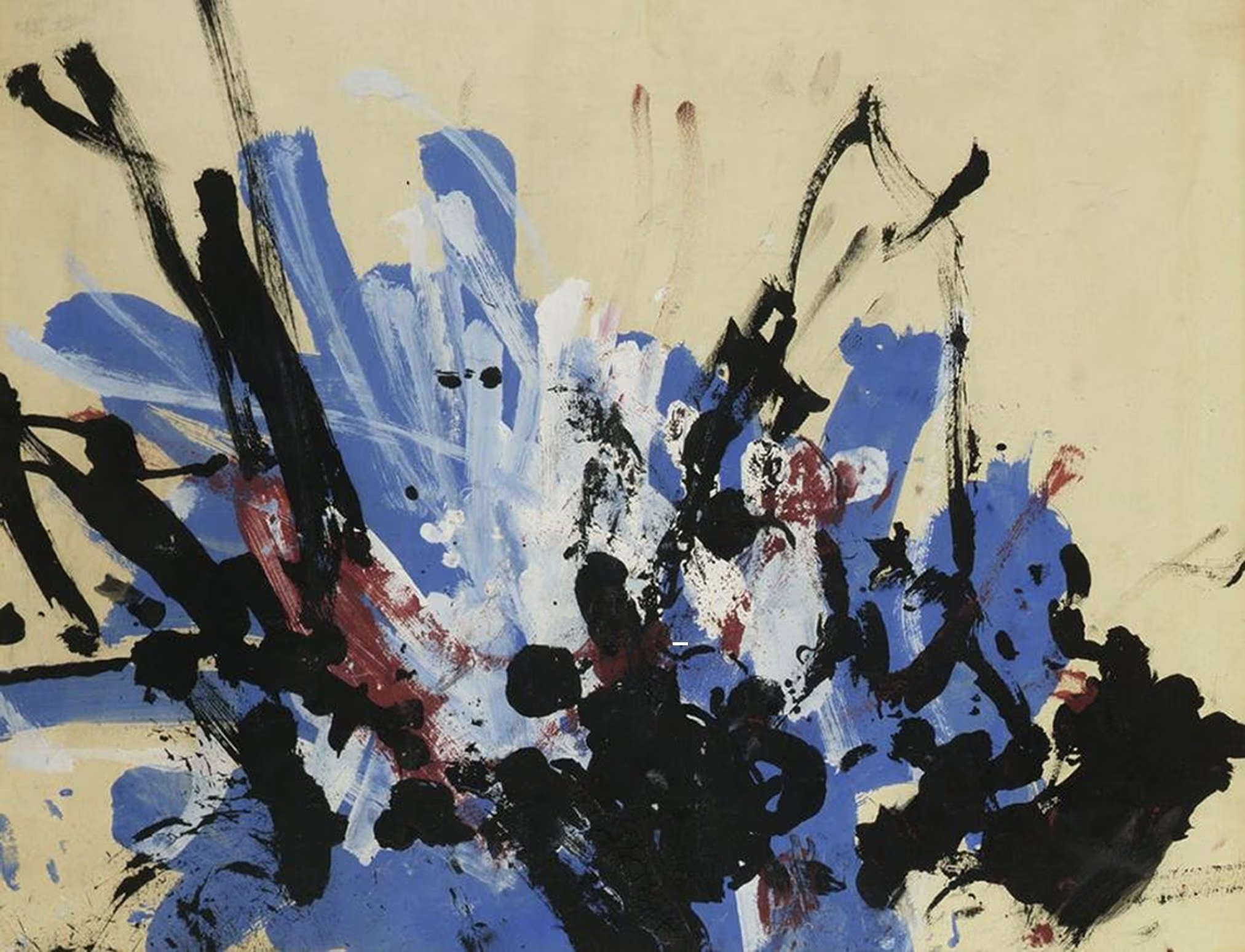
Une peinture réalisée par Congo.

Congo (1954-1964) est un chimpanzé ayant appris à peindre sur du papier et des toiles avec Desmond Morris, un zoologiste, ethnologue et peintre surréaliste.

## Biographie
Congo, qui a peint environ 400 tableaux durant sa vie, fut le plus productif à la fin des années 1950. Il est mort en 1964 après avoir contracté la tuberculose.
Son style fut classé dans le genre « impressionnisme abstrait ». 
Les critiques contemporains sont sceptiques vis-à-vis de ces tableaux. Toutefois, Pablo Picasso aurait accroché l'une des peintures de Congo dans son studio.

## Congo sur le marché de l'art
- En juin 2005, trois peintures de Congo réalisées en 1954 se sont vendues aux enchères pour plus de 25 000 $US alors que la maison d'art Bonhams ne pensait pas dépasser le dixième du montant payé par le collectionneur Howard Hong[1],[2]. Pour justifier son achat, Hong a affirmé que l'homme ne pouvait prétendre détenir le monopole de l'art abstrait.
- En juillet 2010, l'humoriste français Jean-François Dérec achète la dernière toile réalisée par Congo pour la somme de 10 000 $US.

## Congo et le sport
En juin 2021, une course hommage est célébrée en son nom dans le village de Trigny. Il s'agit d'une course cycliste où chaque participant a la possibilité de changer de vélo huit fois pendant la course. Le gagnant se voit remettre un tee-shirt aux couleurs de Congo et de Matthieu Armstrong (en)[réf. nécessaire].